# Cantdorf
Cantdorf, niedersorbisch Konopotna, ist ein Ortsteil der Stadt Spremberg im Landkreis Spree-Neiße in Brandenburg. Bis zur Eingemeindung am 1. Januar 1946 war Cantdorf eine eigenständige Gemeinde. Den Status als Ortsteil besitzt Cantdorf seit dem 1. Januar 2016, vorher war der Ort ein Wohnplatz von Spremberg.

## Lage

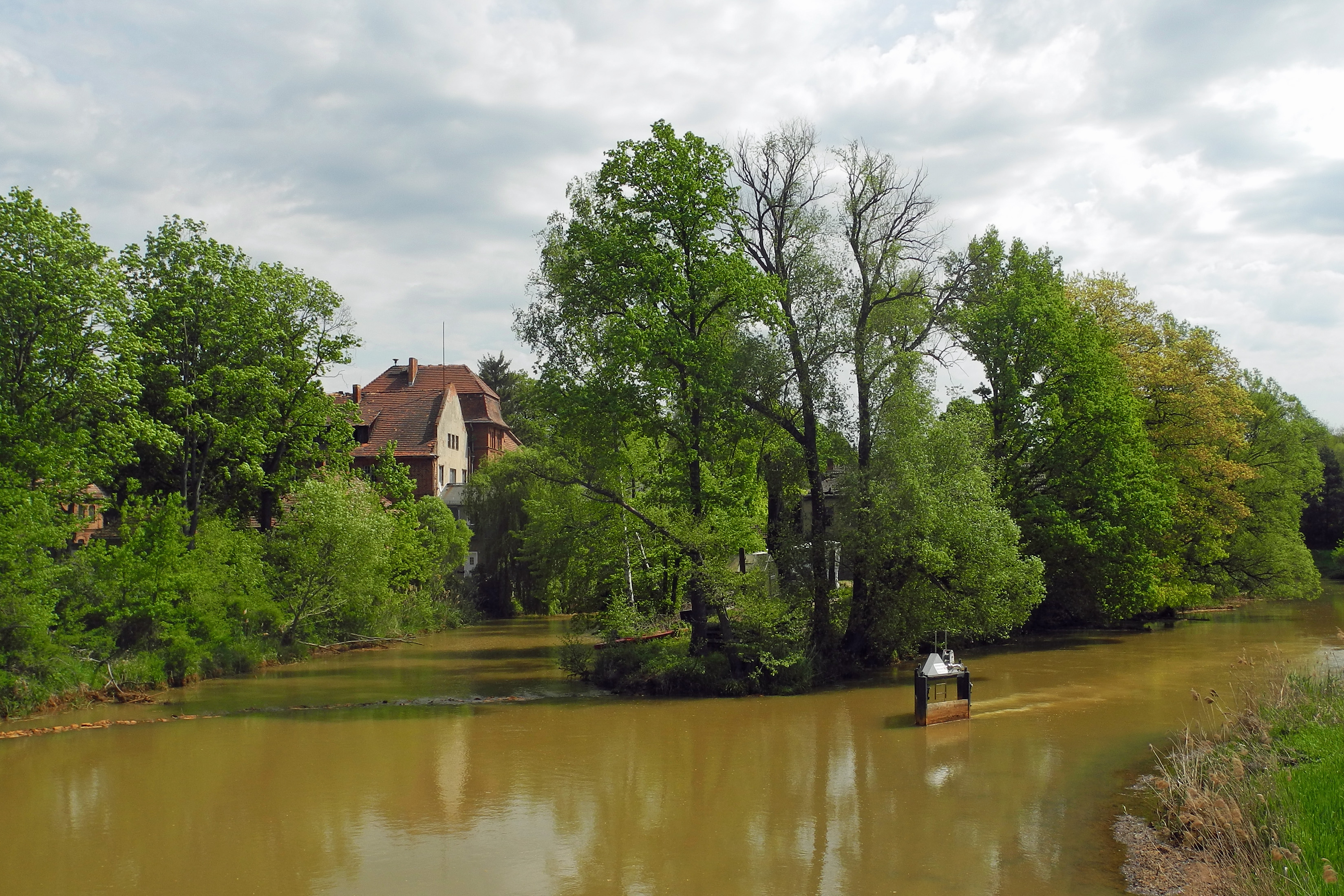
Spree an der Wassermühle Wilhelmsthal

Cantdorf liegt in der Niederlausitz im amtlichen Siedlungsgebiet der Sorben/Wenden. Benachbarte Ortschaften sind Birkhahn und Bühlow im Norden, Sellessen im Nordosten, Weskow im Osten, Georgenberg im Südosten, Spremberg (Zentrum) im Süden, die Stadtrandsiedlung und Unterteschnitz im Südwesten, die ehemalige Gutssiedlung von Groß Buckow im Westen und Waldschlößchen im Nordwesten. Westlich von Cantdorf befindet sich der Braunkohletagebau Welzow-Süd. Zu Cantdorf gehört der Wohnplatz Wilhelmsthal (Wylemojce).
Cantdorf liegt an der Landesstraße 471 und östlich der Bundesstraße 97 zwischen Spremberg und Cottbus. Östlich des Dorfes liegt die Spree.

## Geschichte

### Ortsgeschichte

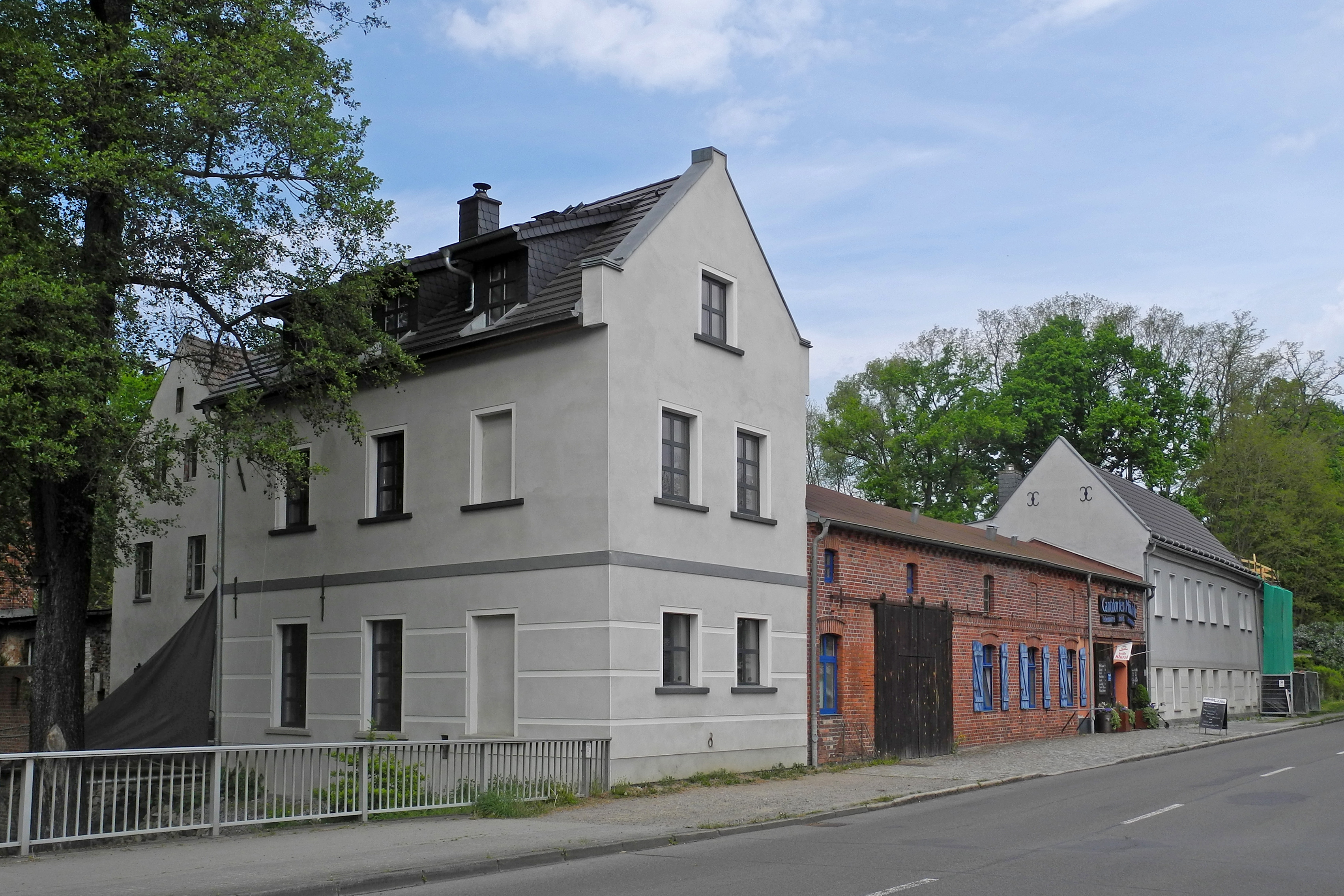
Cantdorfer Mühle

Cantdorf wurde im Jahr 1533 als Canttorf erstmals urkundlich erwähnt. Der Ortsname änderte sich im Laufe der Zeit von Cantdorff (1567) über Kondorff (1761) zu Kandorf im Jahre 1843 und stammt von dem niedersorbischen Wort chojawa ab, was einzelne Kiefer bedeutet. An die genitivische Form Chojan wurde dann der Ortsnamensuffix -dorf angehängt.
Cantdorf war bis ins 19. Jahrhundert ein überwiegend sorbischsprachiges Dorf. Arnošt Muka ermittelte in den 1880er Jahren für seine Statistik über die sorbische Bevölkerung in der Lausitz in Cantdorf eine Einwohnerzahl von 360, davon waren 280 Einwohner Sorben und 80 Deutsche, was einem sorbischsprachigen Anteil von 78 % entsprach. Der Sprachwechsel zum Deutschen erfolgte im Wesentlichen in der ersten Hälfte des 20. Jahrhunderts.
Nach dem Wiener Kongress kam Cantdorf als Teil der Niederlausitz an das Königreich Preußen. Am 1. Januar 1946 wurde Cantdorf nach Spremberg eingemeindet. Am 25. Juli 1952 wurde Cantdorf als Teil der Stadt Spremberg dem neu gebildeten Kreis Spremberg im Bezirk Cottbus zugeteilt und lag nach der Wende im Landkreis Spremberg in Brandenburg. Seit der Kreisreform in Brandenburg am 6. Dezember 1993 ist Cantdorf ein Teil des neu gebildeten Landkreis Spree-Neiße. Am 1. Januar 2016 erhielt Cantdorf den Status eines Ortsteils.

### Cantdorf – Groß Buckow
Am 2. Oktober 2024 fasste der Ortsbeirat Cantdorf (Konopotna) den Grundsatzbeschluss G/VII/24/0060 zur Änderung der Gemarkungsgrenzen des Ortsteiles Cantdorf (Konopotna). Am 9. Oktober 2024 erging daraufhin in der Stadtverordnetenversammlung der Stadt Spremberg der Beschluss G/VIII/24/0117 laut §4 der Einwohnerbeteiligungssatzung, eine entsprechende Bürgerumfrage in Cantdorf (Konopotna) und Groß Buckow (Bukow) durchzuführen. Teilnahmeberechtigt waren alle Personen aus Cantdorf (Konopotna) und Groß Buckow (Bukow) die vor dem 21. Januar 2011 geboren waren. Bis zum 21. Januar 2025 hatten die Einwohner die Möglichkeit an der Befragung teilzunehmen.
Die Frage lautete: Soll der Ortsteil Cantdorf (Konopotna) um die Gemarkung Groß Buckow erweitert werden?
|                  | Cantdorf | Groß Buckow |
| ---------------- | -------- | ----------- |
| Wahlberechtigte  | 328      | 108         |
| Teilgenommen     | 100      | 56          |
| JA               | 100      | 34          |
| NEIN             | 0        | 22          |
| Beteiligung in % | 30,49    | 51,85       |

Das Ergebnis dieser Umfrage ist, das 85,9 % der Wahlberechtigten mit JA und 14,1 % mit NEIN stimmten. Das Ergebnis ist nicht bindend.
Da aus der Umfrage kein klares Votum für ein Zusammengehen zu erkennen ist, hat sich der Ortsbeirat Cantdorf (Konopotna) darauf verständigt, den gefassten Grundsatzbeschluss vorerst nicht weiter zu verfolgen und dies auch den Mitgliedern der Stadtverordnetenversammlung so zu empfehlen. Am 9. April 2025 gab der Ortsvorsteher von Cantdorf (Konopotna) in der Stadtverordnetenversammlung eine entsprechende Erklärung ab, in der er die Befragung aufgrund mangelnder Beteiligung als gescheitert erklärte.

## Bevölkerungsentwicklung
| 1875 | 336 | 1910 | 757 | 1933 | 964 |
| 1890 | 375 | 1925 | 892 | 1939 | 899 |

## Persönlichkeiten
- Wilhelm Kitto (1842–1903), preußischer Soldat, geboren in Cantdorf